# Tectoglobigerina
Tectoglobigerina es un género de foraminífero planctónico de estatus incierto, aunque considerado perteneciente a la subfamilia Heterohelicinae, de la familia Heterohelicidae, de la superfamilia Heterohelicoidea, del suborden Globigerinina y del Orden Globigerinida. Su especie tipo era Tectoglobigerina calloviana. Su rango cronoestratigráfico abarcaba el Calloviense superior (Jurásico medio).

## Descripción
Algunos autores han considerado Tectoglobigerina como un género válido, y descrito como formas con conchas trocoespiraladas de lado dorsal moderadamente convexo y lado umbilical aplanado, y con una última cámara que cubre la abertura y el ombligo como una bulla. Otros autores sugirieron que Tectoglobigerina incluye formas aberrantes caracterizadas por un estadio final biseriado.

## Discusión
El género Tectoglobigerina no ha tenido mucha difusión entre los especialistas. Tectoglobigerina puede ser congenérico con Eoheterohelix, pero ambos son irreconocibles y están pendientes de buscar ejemplares mejor preservados que permitan la descripción de su pared. Clasificaciones posteriores hubiesen incluido Tectoglobigerina en el orden Heterohelicida. Ha sido considerado congenérico con Eoheterohelix.

## Paleoecología
Tectoglobigerina incluía especies con un modo de vida planctónico, de distribución latitudinal subtropical a templado (Tetis central norte y sur), y habitantes pelágicos de aguas superficiales (nerítico medio y externo).

## Clasificación
Tectoglobigerina incluía a la siguiente especie:
- Tectoglobigerina calloviana †